# Frances Northcutt
Frances "Poppy" Northcutt (10 augustus 1943) startte haar loopbaan bij NASA, eerst als rekenaar, later als eerste vrouwelijke ingenieur in het missiecontrolecentrum van het Amerikaanse ruimtevaartagentschap. Binnen het Apollo-programma, waar ze o.m. meewerkte aan de Apollo 8- en Apollo 13-missies, was ze verantwoordelijk voor de heelhuidse terugkeer van de astronauten naar de aarde. Haar persoonlijke ervaringen als vrouw binnen een mannenbastion zorgden ervoor dat zij later rechten ging studeren en advocate werd in Texas, gespecialiseerd in vrouwenrechten.
In het begin van de jaren zeventig maakte zij deel uit van de nationale raad van bestuur van de National Organization for Women. Zij werkt als vrijwilliger voor verschillende organisaties in Houston die opkomen voor abortusrechten.

## Vroege leven
Frances Northcutt werd geboren in Many, Louisiana, maar groeide op in Luling, Texas. Toen ze naar de middelbare school ging op Dayton High School in Liberty County, verhuisde ze naar Dayton, Texas. Daarna ging ze wiskunde studeren aan de Universiteit van Texas.

## Carrière

### Ingenieur in het Apollo-programma
Na het beëindigen van haar wiskunde-studies aan de Universiteit van Texas, werd Northcutt in 1965 ingehuurd door TRW, een ruimtevaartcontractant bij NASA in Houston, als rekenaarster voor het nieuwe Apollo-programma. Zes maanden later, na haar eerste evaluatie, wilde het hoofd van het Houston Operation Center haar promoveren tot ingenieur. Northcutt werd zo de eerste vrouwelijke ingenieur binnen het ingenieursteam. Het salarisverschil tussen haar eerdere functie als rekenaar en haar nieuwe functie als ingenieur was zo groot dat het bedrijf geen procedures in voege had om haar promotie goed te keuren. De operations manager moest zo vaak mogelijk salarisverhogingen plannen om ervoor te zorgen dat haar salaris billijk was in vergelijking met dat van haar mannelijke collega's. Deze ervaring met de loonkloof tussen mannen en vrouwen inspireerde Northcutts latere activisme voor vrouwenrechten.
Northcutt was gestationeerd in de "Missieplanning en -analyse"-ruimte van NASA's missiecontrolecentrum. Northcutt en haar team tekenden de baan uit die de bemanning van de Apollo 8 van de maan terug naar de aarde zou afleggen. Met haar berekeningen slaagde ze er o.m. in om fouten in het plan te identificeren en de hoeveelheid brandstof, die nodig was om rond de maan te draaien, te reduceren.  Apollo 8 was de tweede bemande missie binnen het Apollo-programma. Het was de eerste missie die de baan rond de aarde verliet en met succes de maan bereikte. Het ruimtevaartuig cirkelde ruim 20 uur in een baan rond de maan, en keerde daarna veilig en wel terug naar de aarde op 27 december 1968.
Northcutt bleef nog heel wat jaren samenwerken met TRW en NASA, met NASA-missies zoals Apollo 13. Nadat ze het nieuws over de ontplofte zuurstoftank aan boord van de Apollo 13-missie vernomen hadden, zochten Northcutt en de andere ingenieurs die het computerprogramma voor Apollo 13 ontwikkeld hadden samen naar een manier om de astronauten veilig thuis te krijgen.  Het programma waar Northcutt aan werkte, werd gebruikt om de manoeuvres te berekenen die werden gebruikt om het ruimtevaartuig terug te sturen. Northcutt en het missieoperatieteam kregen later de Presidential Medal of Freedom voor hun werk aan Apollo 13. In 2019 gaf ze een interview over haar Apollo-werk.
In boeken en artikels gericht naar het grote publiek werd beweerd dat een maankrater in de buurt van de Apollo 17 maanlander, naar haar is vernoemd. Gene Cernan, de commandant van de Apollo 17-missie, verklaarde echter in een interview voor de Apollo Lunar Surface Journal dat hij, voorafgaand aan de missie, een krater had genoemd naar de bijnaam die zijn dochter gebruikte voor een van haar grootvaders. Die bijnaam was "Poppie". NASA-documenten spelden het verkeerd als "Poppy". De Apollo-bemanningen en het NASA Astronaut Office gaven wel meer onofficiële namen aan maankenmerken om verwijzingen ernaar te vergemakkelijken. Zo gaf Cernan andere kraters in de buurt van de landingsplaats namen zoals "Punk", zijn koosnaampje voor zijn dochter, en "Frosty" en "Rudolph", de namen van personages in kinderkerstverhalen. De Gazetteer of Planetary Nomenclature van de Internationale Astronomische Unie / US Geological Survey heeft geen gegevens voor maankraters met de naam "Poppie" of "Poppy".

### Vechten voor de vrouwenrechtenbeweging
Toen Northcutt nog bij TRW werkte, was zij lid van de positieve actiecommissie van het bedrijf en pleitte ze voor het verbeteren van het beleid voor zwangerschapsverlof. Als een van de weinige vrouwelijke ingenieurs, raakte Northcutt steeds meer betrokken bij de vrouwenbevrijdingsbeweging . Ze hielp bij het organiseren van demonstraties, stakingen, toespraken, persberichten en alles wat ze maar kon om de Nationale Organisatie voor Vrouwen in hun missie bij te staan.  Ze sprak vele malen op de gemeenteraad van Houston en in 1974 benoemde de burgemeester van Houston, Texas haar tot de eerste "Women's Advocate for the City". In deze functie hielp ze een groot aantal wetten goed te keuren die de positie van vrouwen verbeterden. Ze onderhandelde een overeenkomst met de politie van Houston waardoor vrouwen politieagenten konden worden. Ze kreeg het brandweerkorps van Houston zover om vrouwen als brandweermannen te laten dienen. Ze leidde een belangrijk onderzoek naar gelijke verloning dat de hele gemeentelijke loonlijst van Houston doorliep. Ze was zo toegewijd aan het verbeteren van de gelijkheid dat ze zelfs het aantal dames - en herentoiletten in heel Houston telde en er mede voor zorgde dat zelfs dit aantal op gelijke hoogte kwam.
Northcutt hielp het aantal vrouwen in benoemde raden en commissies drastisch verhogen. Ze hielp ook mee om een wet door te drukken die hospitalen verbood om verkrachte vrouwen ziekenhuisfacturen aan te rekenen. Later zou Northcutt voorzitter worden van zowel Houston als de hele Texasafdeling voor de National Organization of Women.
In die tijd werkte Northcutt nog steeds voor TRW, met een gedeeltelijk loon, gezien ze door NASA ingehuurd werd. Toen dat contract afliep, keerde ze een tijdje terug naar TRW. Naar eigen zeggen had ze haar lijstje met zaken die ze wou gerealiseerd zien, afgewerkt en was het tijd om verder te gaan. Ze werkte zowat een jaar voor Merril Lynch, een beursvennootschap, waarna ze naar TRW terugkeerde, dit keer op de afdeling die zich met systeemontwerp bezighield. Zij volgde in die periode een rechtenopleiding in avondonderwijs. Zij studeerde af in 1981.

### Juridische carrière
In 1984 studeerde Northcutt summa cum laude af als strafrechtadvocaat aan het Law Center van de Universiteit van Houston. Zij wijdde zich als advocaat in het bijzonder aan haar strijd voor burgerrechten.  Northcutt werkte voor Jane's Due Process, een organisatie die zorgt voor bescherming van zwangere legale minderjarigen. Ze werkte ook voor het kantoor van Harris County District Attorneys en was de eerste officier van justitie in de afdeling huiselijk geweld.

## Verder lezen
- Steafel, Eleanor  (20 juli 2019). One woman in a room full of men. The Telegraph Magazine  : 56–59, 61
- Poppy Northcutt: Return to Earth Specialist (digital short). American Experience: Chasing the Moon. PBS (10 juli 2019). Geraadpleegd op 24 juli 2019.